# Musée du vaudou de La Nouvelle-Orléans
Le musée du vaudou (New Orleans Historic Voodoo Museum), situé dans la ville de La Nouvelle-Orléans, en Louisiane, aux États-Unis, est un musée consacré à la religion et à la culture vaudou.

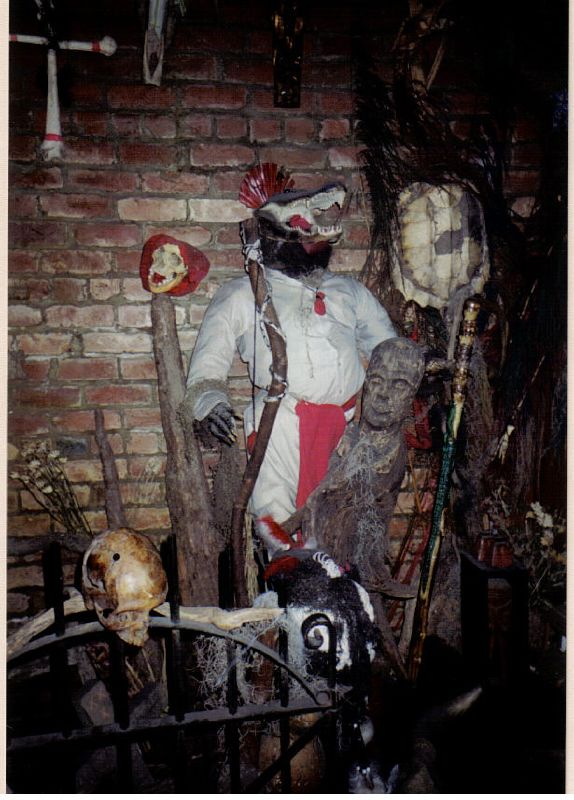
Vue intérieure du musée du vaudou (1991).

## Le musée
Le musée est établi dans le centre du quartier français entre Bourbon Street et Royal Street et se compose de deux pièces. C'est l'un des rares musées dans le monde entièrement consacrés à l'art vaudou.
Un prêtre vaudou y donne des lectures.